# Гран-при Жан-Пьера Монсере 2025
14-й выпуск  Гран-при Жан-Пьера Монсере — шоссейной однодневной велогонки по дорогам бельгийского города Руселаре, провинция Западная Фландрия. Гонка прошла 9 марта 2025 года в рамках Европейского тура UCI 2025 (категория 1.1). Победу одержал французский велогонщик Алексис Брюнель.

## Участники
В гонке приняли участие 25 команд: 7 команд категории UCI WorldTeam, 13 проконтинентальных команд и 5 континентальных.
| UCI WorldTeams (7)- Alpecin-Deceuninck - Arkéa-B&B Hotels - Bahrain-Victorious - Cofidis - Intermarché-Wanty - Team Picnic-PostNL - XDS Astana Team UCI ProTeams (13)- Lotto - Caja Rural-Seguros RGA - Equipo Kern Pharma - Euskaltel-Euskadi - Israel-Premier Tech - Q36.5 Pro Cycling Team - Team Flanders-Baloise - Team TotalEnergies - Tudor Pro Cycling Team - Unibet Tietema Rockets - Uno-X Mobility - VF Group-Bardiani CSF-Faizanè - Wagner Bazin WB UCI Continental Teams (5)- Atom 6 Bikes-Decca Continental Team - BEAT Cycling Club - Metec-Solarwatt p/b Mantel - Tarteletto-Isorex - Volkerwessels Cycling Team |
| |

## Маршрут
Маршрут с несколькими особенностями прошел по трассе протяженностью 201,6 километра, которая, как и в прошлом году, соединяла Ichtegem с Руселаре. Эта трасса не представляла серьезных трудностей, снова отдавая предпочтение спринтерам.
После первых 24,8 километров, которые провел пелотон от стартовой площадки до первого прохода на финишной линии, начался первый из трех кругов 54,6-километровой трассы. Во время этого круга гонщики преодолели несколько коротких подъемов: Хугледеберг (200 м при 2,6 %, максимум 4,8 %), Lookhuisstraat (1,2 км при 1,5 %, максимум 4,6 %) и Gitsberg (400 м при 3,2 %, максимум 5 %). Последние два подъема имели грунтовые участки.
Однако ни один из этих подъемов не присутствовал в единственном раунде финальной трассы длиной 13 километров.

## Ход гонки
Уже через несколько километров после старта сформировался сильный отрыв, в который вошли Федерико Бьяджини (VF Group-Bardiani CSF-Faizanè), Виктор Веркуйлли (Team Flanders-Baloise), Мишель Коппенс (BEAT Cycling Club), Михель Ван Влит (Metec-SOLARWATT p/b Mantel), Лео Дойл и Богдан Забелинский (Atom 6 Bikes-Decca Continental Team), к которым позже присоединился Алексис Брунель (TotalEnergies). Эта семёрка получила преимущество почти в пять с половиной минут, также воспользовавшись вынужденной остановкой пелотона на закрытом железнодорожном переезде. Однако после восьмидесяти километров гонки разрыв сократился до 4’20".
Пелотон, казалось, справлялся с погоней, приближаясь менее чем за минуту до 30 километров до финиша. Именно в этот момент Брунель решил повысить темп, понимая, что в противном случае его попытка будет очень недолгой. На его втором ускорении, на брусчатке Gitsberg, с ним, хотя и с трудом, остались только Коппенс и Веркуй, в то время как позади Cofidis, XDS Astana и Q36.5 Pro Cycling чередовались, пытаясь дозировать энергию в погоне. После его нового выстрела разрыв снова превысил минуту, долго держась около 1’20".
Казалось, пелотон все еще может его достать, но за десять километров до финиша преимущество лидирующего трио все еще было велико. Это было связано с падением в двадцати километрах от финиша, которое нарушило планы некоторых команд. Погоня возобновилась, пелотон снова приблизился, но у Брунеля еще было время, чтобы возобновить движение за шесть километров до финиша, в пределах заключительной петли. Француз остался один и начал великолепное соло, в котором он сопротивлялся возвращению группы, в то время как его бывшие товарищи по отрыву соревновались на финишной линии.

## Результаты
| \| Генеральная классификация \| Генеральная классификация \| Генеральная классификация \| Генеральная классификация \| Генеральная классификация \| \| Гонщик \| Гонщик \| Команда \| Время \| \| \| ------------------------- \| ------------------------- \| --------------------------- \| ------------------------- \| ------------------------- \| \| 1-й \| Алексис Брюнель \| Team TotalEnergies \| 4ч 28' 47 \| \| \| 2-й \| Стиан Фредхейм \| Uno-X Mobility \| + 8 \| \| \| 3-й \| Michiel Coppens \| BEAT Cycling Club \| + 8 \| \| \| 4-й \| Уго Хофстеттер \| Israel-Premier Tech \| + 8 \| \| \| 5-й \| Милан Фретин \| Cofidis \| + 8 \| \| \| 6-й \| Victor Vercouillie \| Team Flanders-Baloise \| + 8 \| \| \| 7-й \| Глеб Сырица \| XDS Astana Development Team \| + 8 \| \| \| 8-й \| Джакомо Ниццоло \| Q36.5 Pro Cycling Team \| + 8 \| \| \| 9-й \| Гербен Тейссен \| Intermarché-Wanty \| + 8 \| \| \| 10-й \| Noah Vandenbranden \| Team Flanders-Baloise \| + 8 \| \| |                    |                             |           |
| |                    |                             |           |
| |                    |                             |           |
| Генеральная классификация |                    |                             |           |
| Гонщик | Гонщик             | Команда                     | Время     |
| 1-й | Алексис Брюнель    | Team TotalEnergies          | 4ч 28' 47 |
| 2-й | Стиан Фредхейм     | Uno-X Mobility              | + 8       |
| 3-й | Michiel Coppens    | BEAT Cycling Club           | + 8       |
| 4-й | Уго Хофстеттер     | Israel-Premier Tech         | + 8       |
| 5-й | Милан Фретин       | Cofidis                     | + 8       |
| 6-й | Victor Vercouillie | Team Flanders-Baloise       | + 8       |
| 7-й | Глеб Сырица        | XDS Astana Development Team | + 8       |
| 8-й | Джакомо Ниццоло    | Q36.5 Pro Cycling Team      | + 8       |
| 9-й | Гербен Тейссен     | Intermarché-Wanty           | + 8       |
| 10-й | Noah Vandenbranden | Team Flanders-Baloise       | + 8       |